# Harri Larva
Harri Edvin Larva (ur. 9 września 1906 w Turku, zm. 11 listopada 1980 tamże) – fiński lekkoatleta średniodystansowiec, mistrz olimpijski.
Jego oryginalne nazwisko brzmiało Lagerström, ale w 1928 został zmuszony do zmiany na Larva przez ówczesnego prezesa Fińskiego Związku Lekkoatletycznego, nacjonalistę Urha Kalevę Kekkonena (późniejszego prezydenta Finlandii), ponieważ nie brzmiało dostatecznie fińsko.
Larva odniósł największe sukcesy w 1928, kiedy to ustanowił swoje najlepsze wyniki na dystansach od 400 metrów do 1 mili. Na igrzyskach olimpijskich w 1928 w Amsterdamie zdobył złoty medal w biegu na 1500 metrów po zaciętej walce z Francuzem Julesem Ladoumègue. Ustanowił wówczas rekord olimpijski wynikiem 3:53,2. 
Startował także na igrzyskach olimpijskich w 1932 w Los Angeles; zajął 10. miejsce w finale biegu na 1500 metrów.
Był mistrzem Finlandii w biegu na 800 m w 1928, 1929, 1930 i 1934. Na swym koronnym dystansie 1500 m wywalczył tylko brązowy medal w 1927.
Dwukrotnie ustanawiał rekordy Finlandii w biegu na 1500 metrów:
- 3:52,6 (7 lipca 1928, Helsinki)
- 3:52,0 (7 października 1928, Berlin)

Kilkunastokrotnie reprezentował swój kraj w meczach międzypaństwowych (5 zwycięstw indywidualnych).